# Cerro Tumisa
Cerro Tumisa är ett berg i Chile.   Det ligger i provinsen Provincia de El Loa och regionen Región de Antofagasta, i den norra delen av landet, 1 100 km norr om huvudstaden Santiago de Chile. Toppen på Cerro Tumisa är 5 585 meter över havet.
Terrängen runt Cerro Tumisa är bergig åt sydväst, men åt nordost är den kuperad. Trakten runt Cerro Tumisa är nära nog obefolkad, med mindre än två invånare per kvadratkilometer.. Närmaste större samhälle är Socaire, 16,7 km sydväst om Cerro Tumisa. 
Trakten runt Cerro Tumisa är ofruktbar med lite eller ingen växtlighet.